# Rafał Trojanowski
Rafał Trojanowski (ur. 12 lipca 1976 w Rzeszowie) – polski żużlowiec.

## Kariera sportowa
Licencję żużlową uzyskał w 1992 w barwach Stali Rzeszów. Brązowy medalista drużynowych mistrzostw Polski (1998). Trzykrotny medalista młodzieżowych drużynowych mistrzostw Polski: dwukrotnie złoty (Rzeszów 1994, Gorzów Wielkopolski 1995) oraz srebrny (Częstochowa 1996). Brązowy medalista młodzieżowe mistrzostwa Polski par klubowych (Rzeszów 1997). Dwukrotny finalista młodzieżowych indywidualnych mistrzostw Polski (Rzeszów 1995 – XVI miejsce, Rzeszów 1996 – VI miejsce). Finalista turnieju o „Złoty Kask” (Wrocław 2008 – XV miejsce). 17 października 2016 zakończył karierę sportową.